# Джгилати
Джгилати (груз. ჯგილათი) — село в Грузии, на территории Тержольского муниципалитета края (мхаре) Имеретия.

## География
Село находится в западной части Грузии, на правом берегу реки Буджы, на расстоянии 17 километров к северо-востоку от города Тержола, административного центра муниципалитета. Абсолютная высота — 428 метров над уровнем моря.

## Население
По результатам официальной переписи населения 2014 года, в Джгилати проживало 42 человека (20 мужчин и 22 женщины). В национальной структуре населения грузины составляли 100 %.
| Год  | Население, человек |
| ---- | ------------------ |
| 2002 | 256                |
| 2014 | ↘ 42               |